# Mariakerk (Dortmund)
De Mariakerk (Duits: Marienkirche) is een protestants kerkgebouw in de binnenstad van de Duitse stad Dortmund uit de 12e eeuw. De kerk verenigt romaanse en gotische elementen, is gelegen ten zuiden van de Reinoutkerk en herbergt veel middeleeuwse kerkschatten, waaronder het Maria-altaar van Conrad von Soest en het Berswordt-altaar.

## Geschiedenis

### Ontstaansperiode
Historici vermoeden dat de bezoeken van keizer Frederik I Barbarossa en diens opvolger en zoon Hendrik VI aan de keizerpalts van Dortmund tot de bouw van de Mariakerk voerden. Barbarossa heeft Dortmund minstens tweemaal bezocht en vermoedelijk heeft hij na zijn bezoek in 1152 de stad de naam Tremonia gegeven. Ook onder zijn zoon nam het belang van de keizerpalts in Dortmund toe.
Aannemelijk is dat de kerk na de Reinoutkerk in de 12e eeuw gebouwd werd en dat deze bouw mogelijk voorafging aan een voorganger. In 1267 werd de kerk voor het eerst gedocumenteerd als Capella Regis, wat duidt op de bijzondere betrekking van de kapel tot de koningspalts. De oudste literaire getuigenis van de Mariakerk zou een in de 13e eeuw geschreven Frankisch gedicht van de Vier Heemskinderen zijn.
De kerk werd in de 12e eeuw als laatromaanse, drieschepige pijlerbasiliek met tweelingstorens opgericht. Vergelijkbare bouwconcepten van een basiliek zonder transept en met twee torens zijn te vinden bij de keizerlijke initiatieven tot kerkenbouw in Goslar en bij de keizerdommen van Speyer en Königslutter. In de 13e eeuw werd de kerk een raadskerk. Vooralsnog waren de leden van de raad edelen en was de kerk ook een gerechtskerk, maar later namen vooral de succesvolle burgers zitting in de raad.
De drie halfronde romaanse apsissen werden in het midden van de 14e eeuw door een groter gotisch koor vervangen. Ook andere delen van de kerk werden in de gotische stijl aangepast, maar in het zuidelijke zijschip zijn ook nog romaanse stijlelementen te herkennen. Links en rechts van het koor lieten kooplieden twee kleine kapellen bouwen, de zuidelijke daarvan stond bij de huidige ingang van de sacristie en werd naar de stichter ervan Berswordtkapel genoemd. In de beide kapellen werden familie-altaren opgesteld, waarvan het bekendste nog altijd het Maria-altaar (1420) van Conrad von Soest is.

### Neergang en herstel
De reformatie vond sterke aanhang in Dortmund, maar bracht ook conflicten met zich mee. Tot 1648 wist de hervorming zich gedurende een lang proces door te zetten. Maar met de Dertigjarige Oorlog zette de neergang van de rijksstad Dortmund in. Als protestantse rijksstad van de katholieke keizer streefde de stad lang naar neutraliteit. Katholieke, protestantse en keizerlijke veroveringen wisselden elkaar af, maar na het tekenen van de vrede had de gehavende stad hoge schulden met nog een derde van de oorspronkelijke bevolking. Financiële middelen om de beschadigde Mariakerk te herstellen waren er niet. In 1805 moest de noordelijke toren worden gesloopt en in 1828 werd de kerk wegens bouwvalligheid gesloten. In 1832 dreigde ook de zuidelijke toren in te storten. Men was nu op het punt aangekomen om de kerk volledig af te breken en als steengroeve vrij te geven. Maar nu klonken ook de eerste protesten tegen de afbraak. Doorslaggevend voor het behoud was het engagement van de pruisische kroonprins Frederik Willem IV van Pruisen na zijn bezoek aan Dortmund in 1833. Hij voorkwam, samen met de architect Karl Friedrich Schinkel, dat de op 17 februari 1834 afgegeven sloopvergunning alsnog werd uitgevoerd. Van de zijde van de kerk werd nog voorgesteld om het gebouw om te bouwen tot een school, maar nadat de financiële positie van de kerkgemeente zich verbeterde werd ertoe besloten dat de kerk een godshuis bleef.
De kerk werd in zoverre hersteld dat het gebouw in 1839 weer in gebruik kon worden genomen. De kunstwerken die inmiddels al uit de kerk waren verwijderd, keerden terug en werden voor een deel op de andere plaats opgesteld. Geleidelijk aan werd de kerk steeds meer gerestaureerd, maar na het gieten van drie klokken in 1859 bleek het gebouw nog steeds niet te voldoen aan de eisen. Opnieuw dreigde er gevaar voor het gebouw toen de kerkgemeente twijfelde tussen een grondige renovatie of complete nieuwbouw. Tegen het advies van de Westfaalse kunsthistoricus Wilhelm Lübke in besloot de kerk dan toch voor een grondige restauratie. Op 2 juli 1882 werd de geheel vernieuwde en gerenoveerde kerk ten slotte plechtig ingewijd. In 1908 volgde nog een investering met de bouw van een groter orgel. Bij deze gelegenheid ontdekte men achter het koorgestoelte gotische muurschilderingen.

### De Mariakerk tijdens het nationaalsocialisme
Het presbyterium van de Mariakerk koos al vroeg de zijde van de Bekennende Kirche en kwam als gevolg daarvan onder toenemende druk te staan van de nieuwe machtshebbers. Al in 1936 werd vanaf de kansel tegen het bestaan van de concentratiekampen gepreekt. Het werd voor mensen in overheidsdienst gevaarlijk de erediensten in de Mariakerk bij te wonen. Na de arrestatie van Martin Niemöller liet de kerk een protesttelegram aan de regering opstellen. Tijdens de hechtenis van de Niemöller werden de kaarsen op het altaar symbolisch niet meer aangestoken en dagelijks werd om 15:00 uur een rouwklok geluid. Herhaaldelijk werden de predikant en personeel van de kerk aangehouden vanwege hun houding jegens het regime.
Ook toen de predikant met pensioen ging, werd er, ondanks zware pressie van de nationaalsocialisten, met de keuze voor dominee Hans Joachim Iwand, opnieuw een vertegenwoordiger van de Bekennende Kirche gekozen. Dit werd de kerk niet in dank afgenomen en het Rijksministerie voor Kerkelijke Aangelegenheden wist de bevestiging van de nieuwe predikant te verhinderen door hem tot tweemaal toe in hechtenis genomen. Door de vastberadenheid van de kerkenraad werd Iwand dan ten slotte toch op 12 oktober 1939 in het ambt bevestigd.

### Verwoesting en herbouw
Met de name bij de zware luchtaanvallen van 6 oktober 1944 werd de kerk gedeeltelijk verwoest. Een brandbom sloeg door de gewelven en zette het interieur in brand. Daarbij gingen de houten kansel, het oude orgel, het barokke altaar, de waardevolle gotische vensters en beschildering onherroepelijk verloren. Wegens het ontbreken van een dak liep de kerk later nog meer schade op door weersinvloeden. Dankzij de tijdige berging werden gelukkig veel voorwerpen gered. In de herfst van 1948 werd met de herbouw van de Mariakerk begonnen. Op 2 juni 1957 werd de wederopbouw van de kerk met het vieren van een feestelijke kerkdienst afgesloten.
Sinds 2003 krijgt de kerk bij het onderhoud van het gebouw en de cultuurgoederen ondersteuning van de Stiftung Kulturgut und Kirchenmusik der Evangelischen St. Mariengemeinde.

## Inrichting

### Altaren

#### Berswordt-altaar
De Mariakerk herbergt twee belangwekkende altaren. Het oudere altaar staat in het noordelijke zijschip en werd naar de stichtersfamilie Berswordt-altaar genoemd. De panelen worden op circa 1395 gedateerd en tonen de lijdensgeschiedenis van Christus. De schilder is onbekend Speculaties dat het om vroege werken van Conrad von Soest zouden gaan worden door recenter onderzoek bestreden.
| Berswordt-altaar (1395) | Berswordt-altaar (1395) | Berswordt-altaar (1395) |
| ----------------------- | ----------------------- | ----------------------- |
|                         |                         |                         |

De drie geopende panelen van het Berswordt-altaar

#### Maria-altaar (Conrad von Soest)
Op het hoofdaltaar bevinden zich de panelen van het Maria-altaar (circa 1420) van Conrad von Soest. Oorspronkelijk maakten de panelen deel uit van een in 1720 afgebroken gotisch altaar. Om de panelen in een barok altaar te plaatsen moesten de panelen aan de afmetingen worden aangepast en doorgezaagd, hetgeen een onvoorstelbaar verlies aan kwaliteit betekende. De signatuur van Conrad von Soest zit zo verborgen in een beelddetail, dat het pas in 1950 werd ontdekt.
| Maria-altaar van Conrad von Soest 1420 (voorzijde) | Maria-altaar van Conrad von Soest 1420 (voorzijde) | Maria-altaar van Conrad von Soest 1420 (voorzijde) |
| -------------------------------------------------- | -------------------------------------------------- | -------------------------------------------------- |
|                                                    |                                                    |                                                    |

De panelen van de voorzijde van het Conrad von Soest-altaar

### Mariabeelden
De kerk heeft twee vermeldenswaardige Mariabeelden. De Gouden Moeder Gods is een laatromaans mariabeeld uit circa 1230. Het van notenhout vervaardigde beeld is 91 centimeter hoog en bevindt zich aan de zuidelijk muur van de altaarruimte. Het beeld is deels uitgehold, waarschijnlijk om er relieken in te kunnen bewaren. De huidige kleurstelling dateert uit de 15e eeuw. De ontbrekende hand van Maria was op een oude afbeelding uit 1894 nog aanwezig.
Een gotische zittende Madonna van zandsteen bevindt zich in het rechter zijschip van de kerk. Het 75 cm hoge beeld zou uit het jaar 1420 stammen. De kleuren van het beeld zijn nog resten van de oorspronkelijke beschildering. Van het Christuskind ontbreekt het hoofd.

### Verdere interieurstukken
- Het laatgotische koorgestoelte uit de 16e eeuw werd van eikenhout gemaakt. Het ontstond waarschijnlijk in 1523 en vertoont overeenkomsten met het gestoelte in de voormalige stiftskerk in Cappenberg. Men neemt daarom aan dat de meubelstukken uit hetzelfde atelier stammen, dat vermoedelijk aan de Nederrijn lag.
- De lezenaar met de adelaar dateert van 1450. De op een zuil van zandsteen staande gotische lezenaar van messing stelt een natuurgetrouwe adelaar voor. De adelaar kan worden geïnterpreteerd als het symbool van Johannes de evangelist of de opstanding van Christus. Een op de borst van de adelaar aangebrachte afbeelding van Christus duidt op de laatste interpretatie.
- Het laatromaanse doopvont stamt uit de staufische periode en bevindt zich in de Berswordtkapel. De grootte van het doopbekken laat vermoeden dat hier ook volwassenen werden gedoopt. Het doopvont werd tijdelijk buiten de kerk gebruikt, op grond van de sterke gebruikssporen vermoedelijk als drinkbak voor paarden. Nog een doopvont, maar dan van hout en in de stijl van barok, bevindt zich bij het westelijk portaal in het middenschip. Het doopvont werd getuige een inschrift geschonken door het echtpaar Mallinckrodt in 1687.
- Een kunstwerk van jongere datum is een muurreliëf van het hoofd van Christus met doornenkroon uit het jaar 1905. Het werd oorspronkelijk gemaakt voor een familiegraf door de Joodse beeldhouwer Benno Elkan.
- Achter het koorgestoelte in de noordelijke koorruimte staat een zandstenen sacramentshuis uit circa 1450. Het 7,50 meter hoge kunstwerk diende oorspronkelijk voor het bewaren van liturgisch vaatwerk en mogelijk ook relieken. In de 19e eeuw bevonden zich in de nissen van het sacramentshuisnog beelden van heiligen. Het sacramentshuis verving een oudere muurnis die naast het sacramentshuis nog te zien valt.
- Eveneens in de koorruimte op de zuidelijke zijde staat een beeld van een tronende Jezus als Heerser van de wereld met kroon en rijksappel. De scepter in Zijn rechterhand is op een onbekend moment verloren gegaan. De rechtervoet staat op een wereldbol. Het beeld bevindt zich niet geheel meer in de originele toestand en was oorspronkelijk waarschijnlijk veelkleurig, maar kreeg in de 19e eeuw de huidige bruine kleur.
- In de triomfboog hangt een 3,84 meter hoog bij 2,81 meter breed triomfkruis uit de 16e eeuw.
- De kerk bezit nog een aantal in de muur ingemetselde epitafen. Tot 1809 werden de doden van de gemeente begraven op het kerkhof en de pastoors en patriciërs in de kerk. Daarna werd dit verboden en er werd toen een kerkhof buiten de stadsmuren aangelegd.

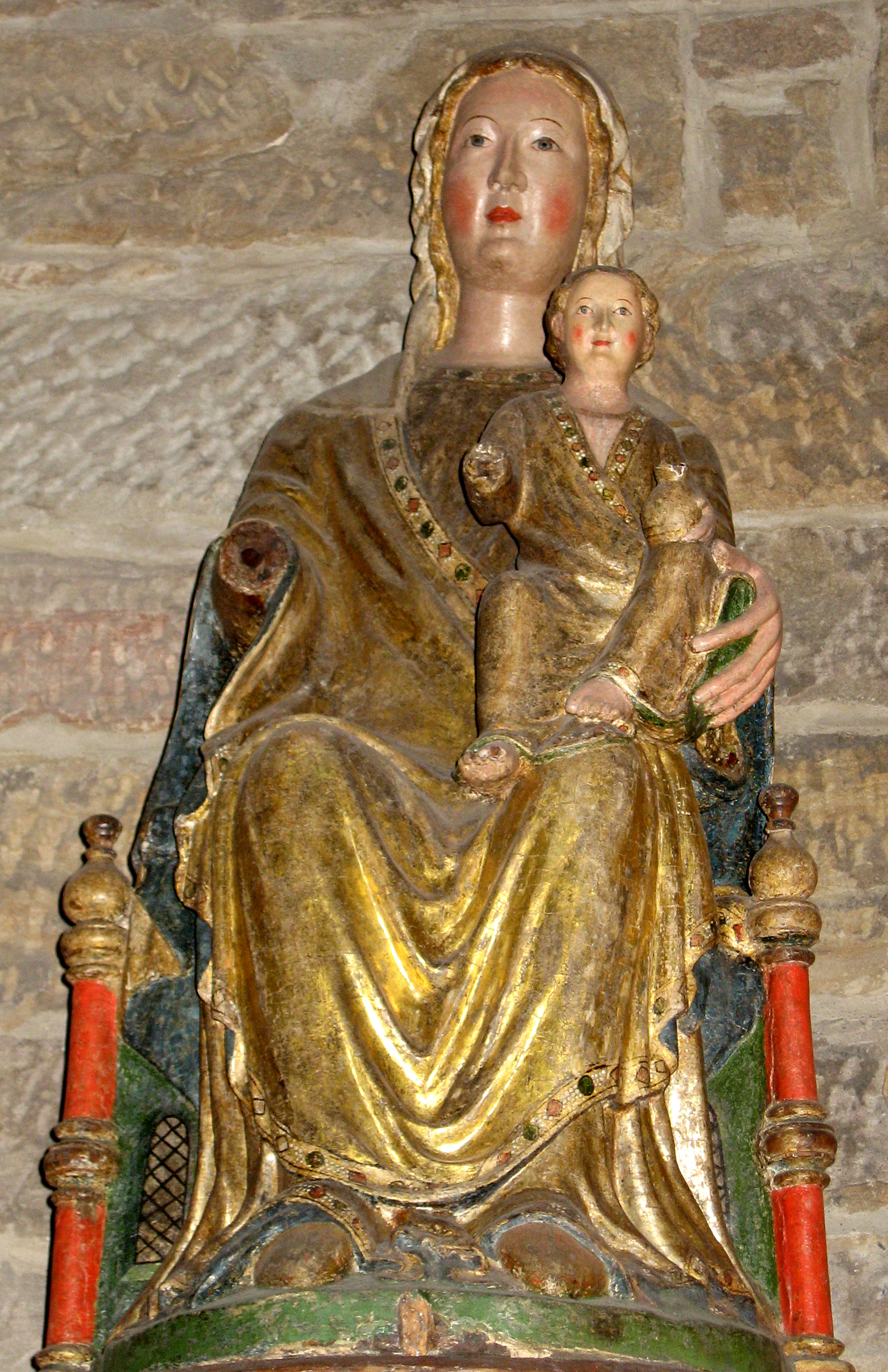
Barokke Madonna
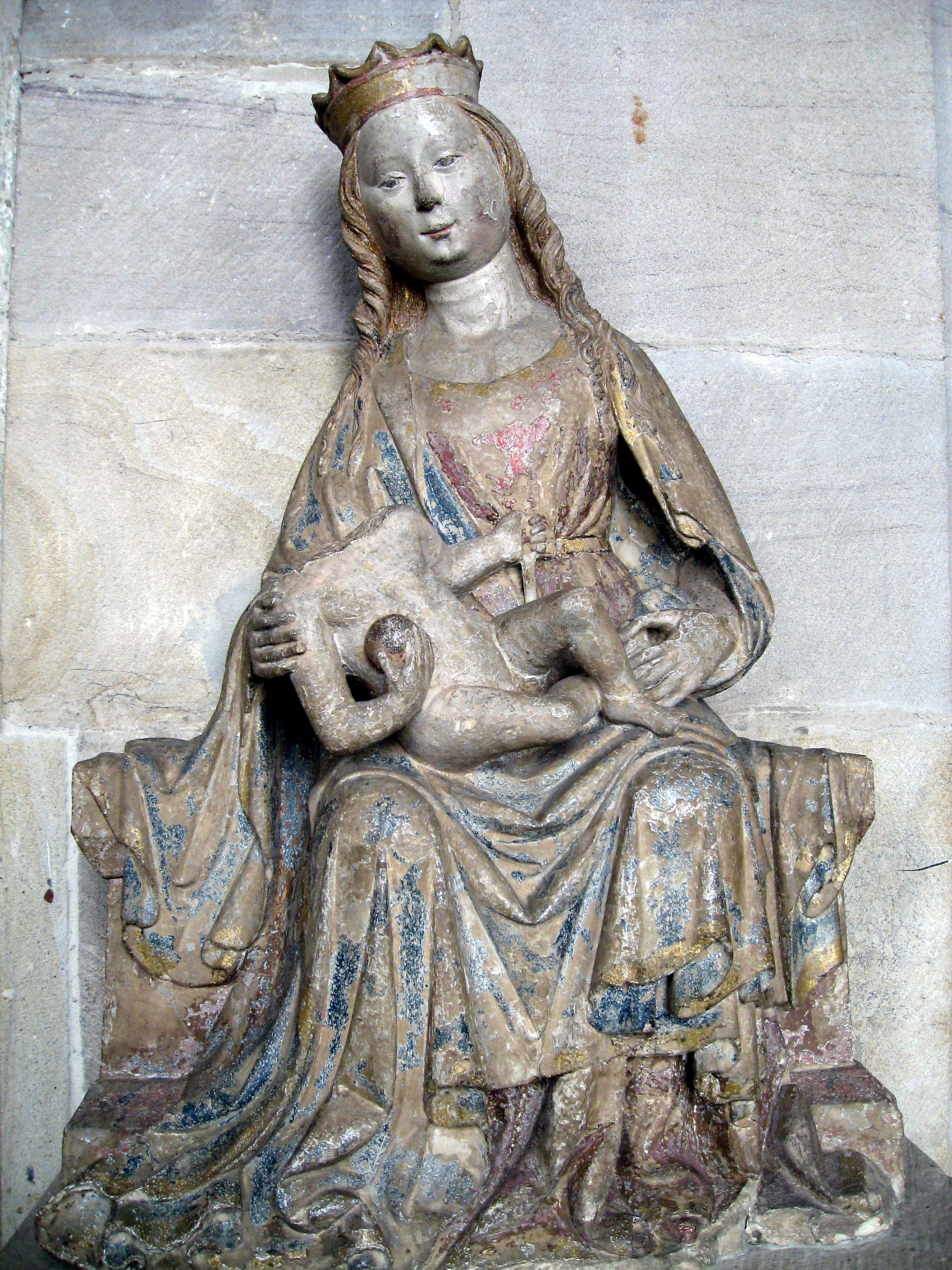
Gotische Madonna
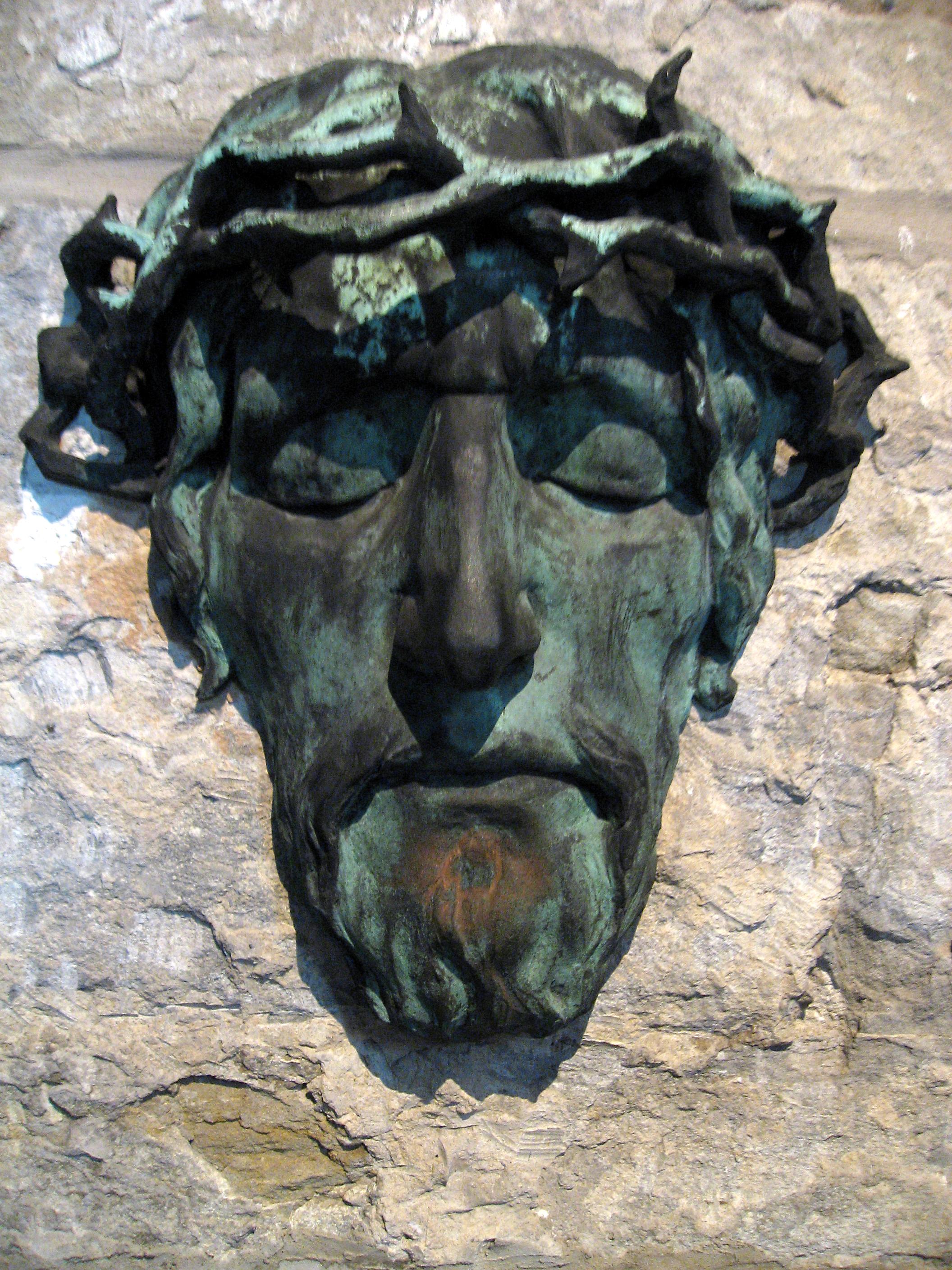
Hoofd van Christus
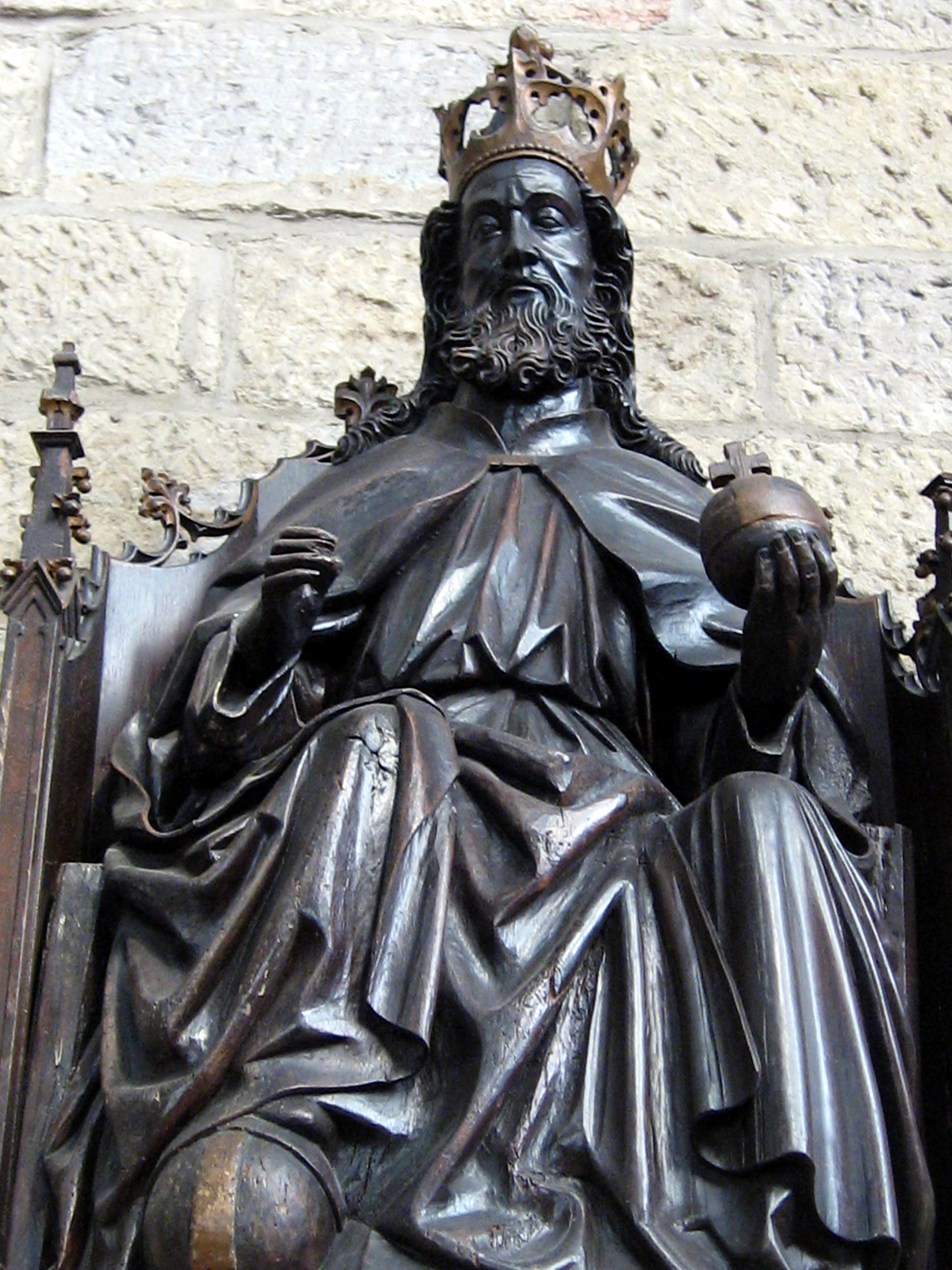
Christus als Wereldheerser
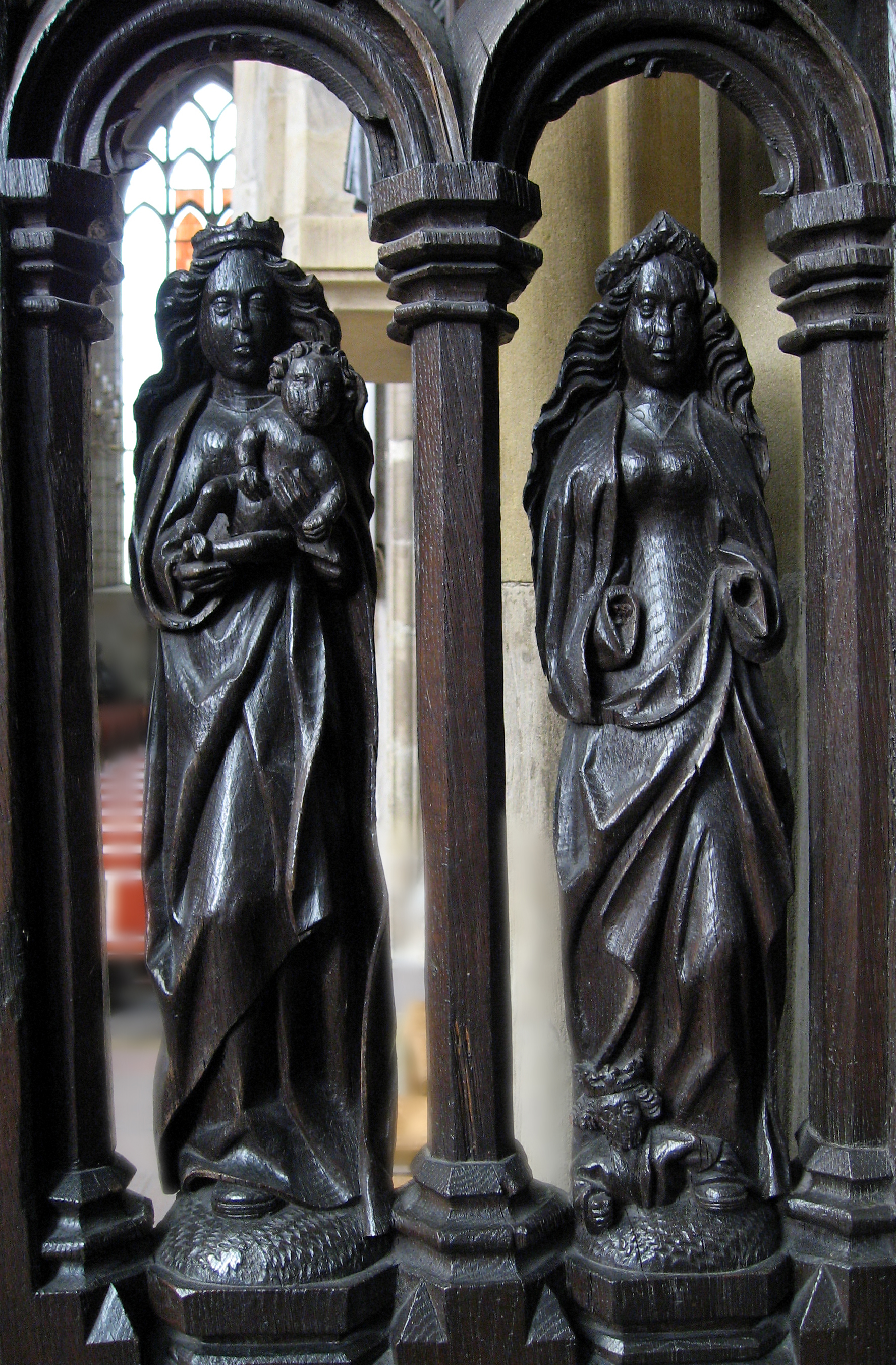
Detail koorgestoelte
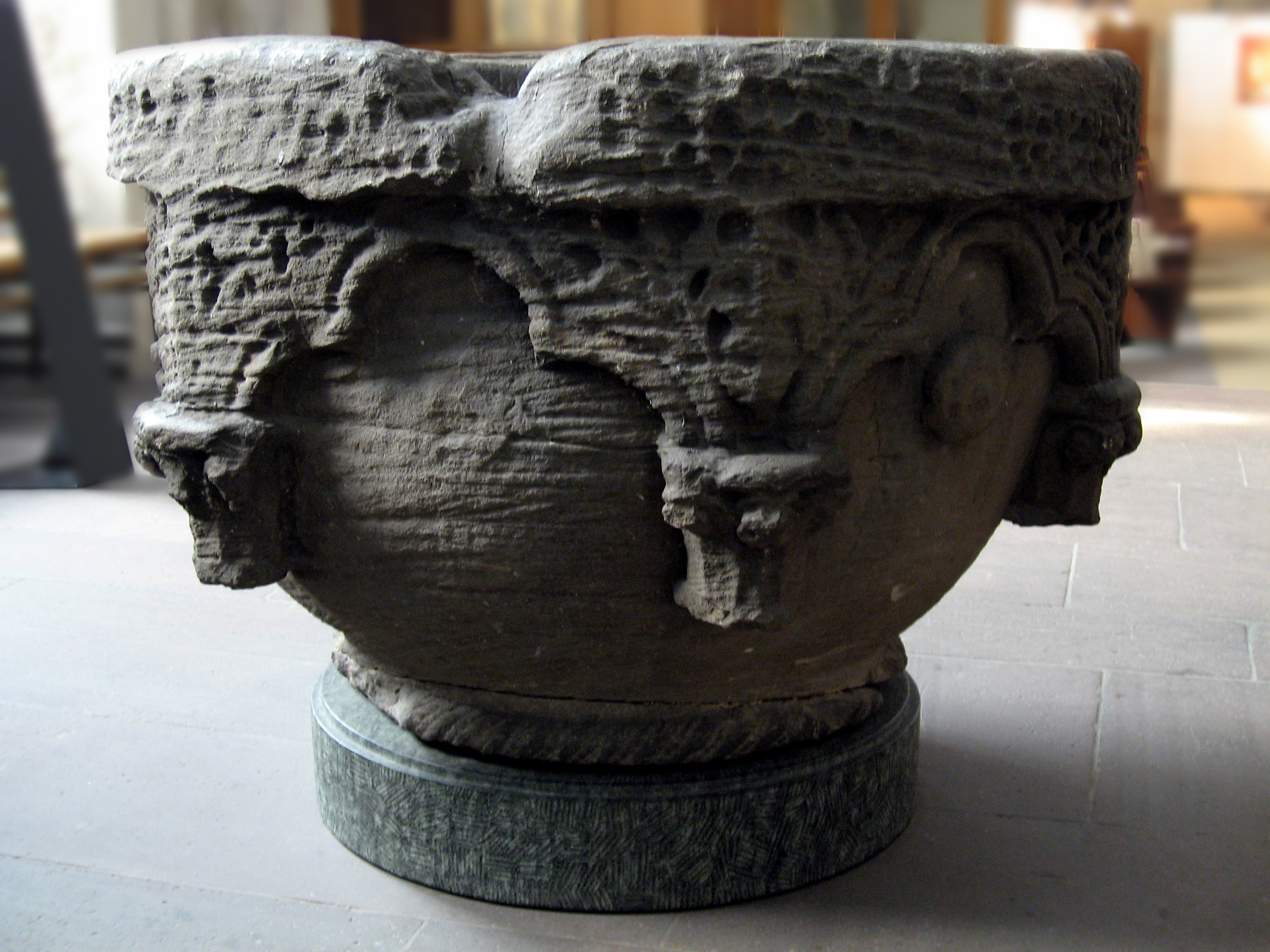
Romaans doopvont
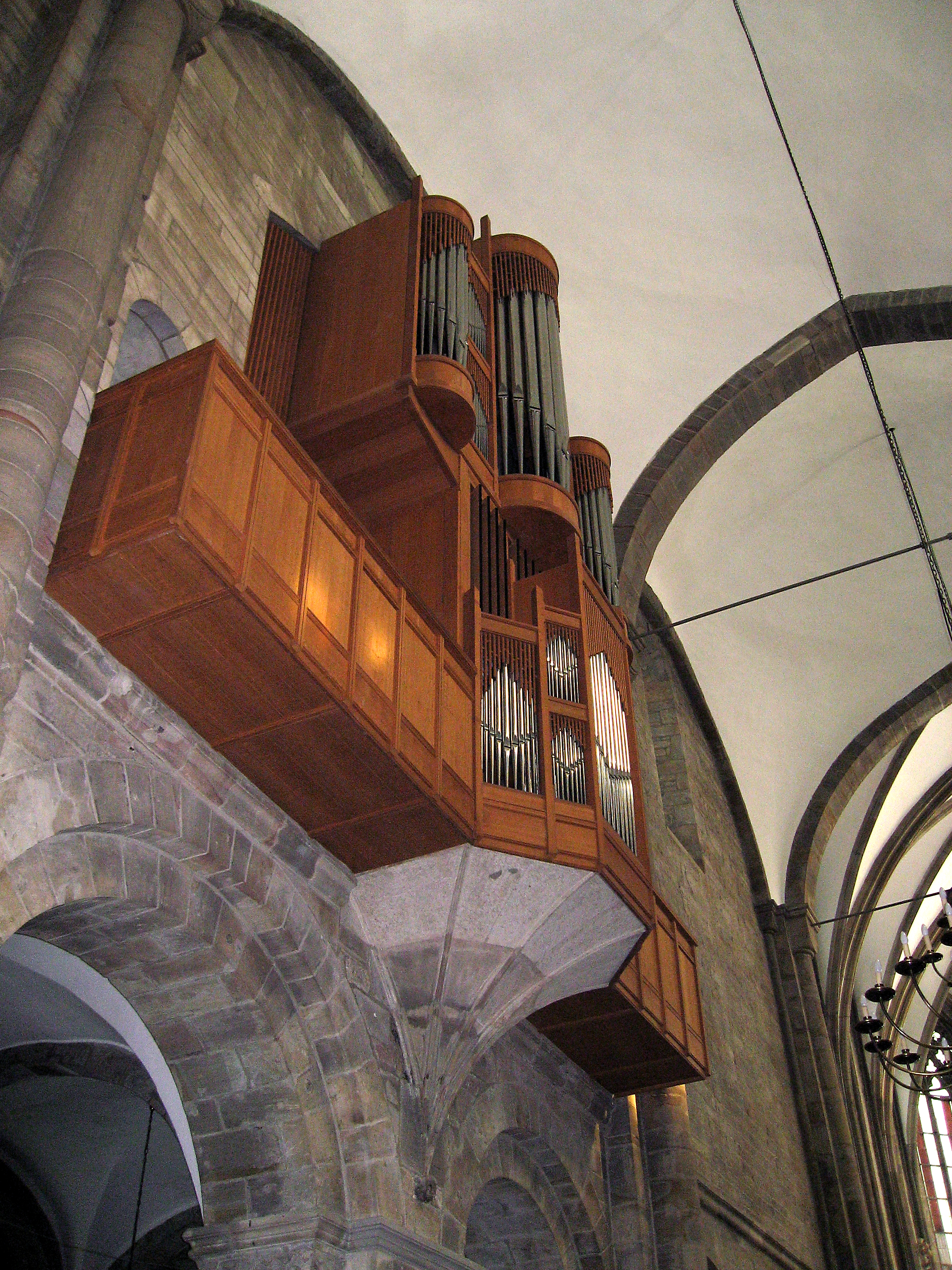
Zwaluwnestorgel